# Голинський Свято-Благовіщенський монастир
Монастир Благовіщення Пресвятої Богородиці — діючий чоловічий монастир Івано-Франківської єпархії ПЦУ, Православної Церкви України у с.Голинь Калуського району Івано-Франківської області.

## Історія
Монастир Благовіщення Пресвятої Богородиці заснований у 2005 році.
Першим насельником монастиря був рясофорний монах Димитрій (Франків), а згодом до нього приєднався рясофорний монах Іоан (Йоник).
У 2006 році було зведено тимчасовий храм та келії для монахів. Зараз у монастирі живуть; — благочинний монастиря ієромонах Йосиф (Зеліско) та двоє послушників.
Крім храму та келій у розпорядженні монастиря є майстерні, пилорама, приміщення для освячення води та невеликий ставок і кілька вуликів з бджолами.